# 50 Pułk Zmechanizowany
50 Pułk Zmechanizowany – oddział zmechanizowany Sił Zbrojnych PRL.
Wchodził w skład 15 Dywizji Zmechanizowanej im. Gwardii Ludowej. 
Stacjonował w garnizonie Lidzbark.
Po rozformowaniu, na jego bazie powstał Ośrodek Materiałowo Techniczny.

## Skład  (lata 80. XX w)

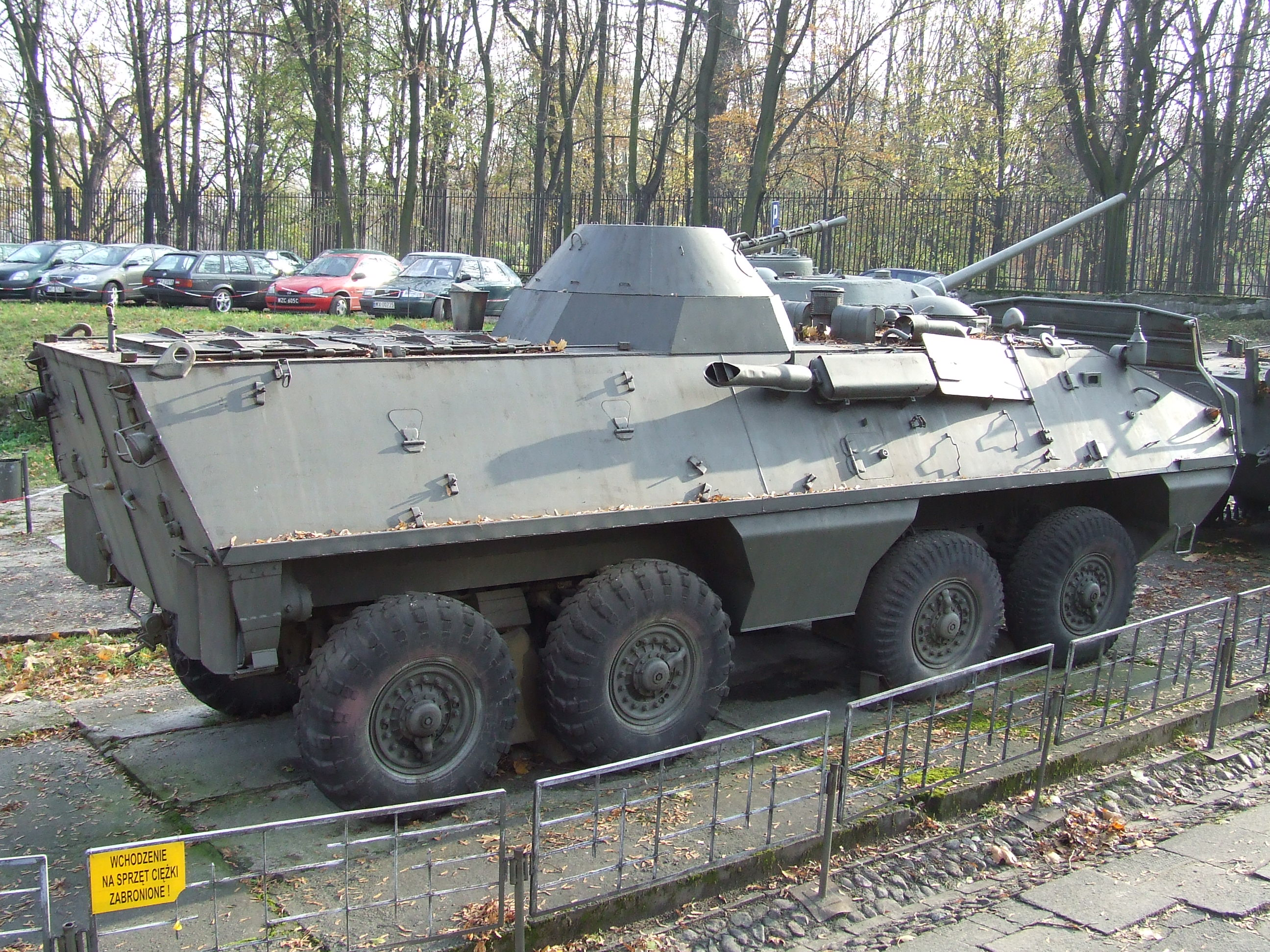
Podstawowy transporter pułku SKOT 2A

- Dowództwo i  sztab
  - 3 x bataliony zmechanizowane[2]
    - 3 x kompanie zmechanizowane
    - bateria moździerzy 120mm
    - pluton plot
    - pluton łączności

  - batalion czołgów
    - 3 kompanie czołgów
    - pluton łączności

  - kompania rozpoznawcza
  - bateria haubic 122mm
  - bateria ppanc
  - kompania saperów
  - bateria plot
  - kompania łączności
  - kompania zaopatrzenia
  - kompania remontowa
  - kompania medyczna
  - pluton chemiczny
  - pluton ochrony i regulacji ruchu